# Список персонажей «Саги о Форкосиганах»
«Сага о Форкосиганах» (англ. Vorkosigan Saga) — цикл романов и повестей в жанре научной фантастики, созданный американской писательницей Лоис МакМастер Буджолд и большей частью описывающий приключения Майлза Форкосигана, молодого аристократа с милитаризованной планеты Барраяр.
Ниже представлен список основных персонажей «Саги о Форкосиганах».

## Майлз Форкосиган
Форко́сиган, Майлз Не́йсмит (англ. Miles Naismith Vorkosigan), лорд Форкосиган (известен также как адмирал Нейсмит) — главный персонаж большинства романов цикла.
За время своей службы был неоднократно удостоен высоких наград — барраярских (в том числе пяти Звёзд Империи), верванских, марилакских и даже высшего цетагандийского ордена «За заслуги». Кроме этого, удостоен наивысшей почести Цетаганды — призыва Звёздных Яслей (занесения его генома в генетический банк расы аутов). Самый богатый наградами «курьер» за всю историю Барраяра.

### Рождение и детство
Майлз Форкосиган родился в семье барраярского адмирала лорда Эйрела Форкосигана, и эмигрантки с Колонии Бета капитана Корделии Нейсмит. В раннем периоде беременности мать Майлза подверглась террористической атаке отравляющим веществом солтоксином. Одним из последствий лечения явилось разрушение костной ткани плода. Несмотря на сопротивление врачей, уверенных, что спасти зародыш невозможно, и сильнейшее противодействие свёкра, графа Петра Форкосигана, не желающего иметь внука-калеку, (так как на Барраяре бытовало глубокое убеждение, что все физические отклонения от нормы являются мутациями; в массе своей большинство детей с физическими отклонениями уничтожалось сразу после рождения, особенно это было характерно для отсталых — в силу технических и социо-культурных причин — деревень) Корделия настояла на переносе зародыша в маточный репликатор (Майлз стал одним из первых детей на Барраяре, родившихся с помощью этой технологии) и назначении экспериментального лечения, которое увенчалось относительным успехом. Ребёнок родился крохотным и уродливым, с чрезвычайно хрупкими костями. Граф Форкосиган потребовал отказаться от него (и даже попытался совершить покушение на убийство, которое пресек сержант Ботари) и после решительного протеста со стороны родителей порвал с ними отношения на несколько лет, а также лишил ребёнка права носить своё имя. По барраярской традиции в семье графа первенца называют первыми именами дедов со стороны отца и матери, таким образом, имя первого сына лорда Форкосигана должно было быть Пётр Майлз. После запрета на ношение имени барраярского деда, ребёнок получил имя Майлз Нейсмит (в честь бетанского деда и по девичьей фамилии матери).
Лечение Майлза продолжалось в течение всего детства и юности и было достаточно мучительным. Ходить он смог лишь в возрасте трёх лет. Физическая немощь компенсировалась обаянием, развитым интеллектом, гиперактивностью (а также рано проявившимися лидерскими задатками и талантом к манипулированию окружающими). Принадлежа к кругу высшей знати, Майлз получил блестящее образование. От отца он унаследовал стремление к военной карьере, а благодаря влиянию своей матери-бетанки, приобрёл космополитичный взгляд на мир, не типичный для барраярского дворянства. Так как после смерти императора Эзара адмирал Форкосиган был назначен императорским регентом и опекуном малолетнего императора Грегора, Майлз воспитывался вместе с ним и сохранил с Грегором весьма доверительные и дружеские отношения.

### Адмирал Нейсмит
В возрасте 17 лет Майлз не смог поступить в Императорскую Военную Академию, провалив экзамен по физической подготовке. Сразу же после этого скончался граф Пётр Форкосиган, вследствие чего Эйрел Форкосиган унаследовал титул графа, а Майлз стал наследником графа, лордом Форкосиганом. Отправившись в путешествие на Колонию Бета, Майлз, вследствие стечения обстоятельств и собственного авантюризма, ввязался в контрабандную доставку оружия на планету Тау Верде 4 для государства Фелиция, блокированного наёмным флотом адмирала Осера. Майлз был вынужден выдать себя за адмирала несуществующего «Дендарийского флота» (что было возможно, так как его внешность не позволяла определить его возраст). Играя на трениях в руководстве Осеровского флота и отношениях наёмного флота с нанимателями, Майлз добился развала сил противника, снятия блокады, и в конечном итоге возглавил флот Осера, сделав его реально существующим Дендарийским флотом.
После возвращения домой Майлз, избежав обвинений в содержании частной армии (по барраярским законам никто из графов не имел права содержать личные вооруженные отряды за исключением подразделения телохранителей численностью не более 20 человек), был в виде исключения принят в Императорскую Военную Академию. Поступив по окончании Академии на действительную военную службу, Майлз вскоре вынужден был оставить её после инцидента с неповиновением преступному приказу командира — генерала Станиса Метцова. Дальнейшая карьера Майлза Форкосигана проходила в Службе Имперской Безопасности (СБ).
На первом же задании в качестве оперативника СБ Майлз снова столкнулся с Дендарийским флотом, командование которым за время его отсутствия вновь захватил Осер. Восстановив своё командование флотом, Майлз в роли адмирала Нейсмита сыграл ключевую роль в разрешении Верванского кризиса. После этого шеф СБ Саймон Иллиан принял решение считать Дендарийский флот постоянно действующим секретным подразделением СБ. Основной задачей флота было действовать в интересах Барраярской империи в ситуациях, когда официальное участие барраярских сил невозможно или нежелательно.
Майлз Форкосиган возглавлял Дендарийский флот под именем адмирала Нейсмита в течение 10 лет, выполнив за это время около 30 заданий СБ, подробности многих из которых до сих пор не известны. Наиболее громким из них стала организация побега из цетагандийского концентрационного лагеря на Дагуле IV свыше 10 000 марилакских военнопленных, которые впоследствии стали ядром Сопротивления. В течение всего этого времени Майлз официально числился рядовым курьером СБ в чине лейтенанта в личном подчинении Иллиана.
В ходе одной из операций (не имевшей отношения к СБ) Майлз был тяжело ранен (по сути — убит, так как граната разворотила всю грудную клетку с сердцем и легкими) и, хотя криозаморозка на поле боя спасла его жизнь и позволила впоследствии имплантировать выращенные новые органы, последствием стали регулярные припадки наподобие эпилептических. Опасаясь, что врачи не позволят оставаться на службе, Майлз попытался скрыть состояние своего здоровья от Иллиана, подделав рапорт. Подделка была разоблачена, и незадолго до 30-летия Майлз был вынужден подать в отставку из СБ и отказаться от командования Дендарийским флотом, назначив вместо себя Элли Куинн.

### Дальнейшие события
Вскоре после отставки Майлза здоровье Саймона Иллиана резко пошатнулось вследствие выхода из строя его чипа эйдетической памяти. Майлз, не занимающий никакого официального положения, добился от императора Грегора назначения временным Имперским Аудитором для расследования обстоятельств этого дела. После того, как расследование установило истинного виновника происшедшего, император назначил Майлза Форкосигана постоянным Имперским Аудитором.
По окончании расследования дела о криокорпорациях, Майлз узнаёт трагическую новость: отныне он не Лорд, но Граф Форкосиган. Отец Эйрел Форкосиган умер от аневризмы.

### Семья
В 31 год Майлз женился на Екатерине Форсуассон. Имеет четырёх детей от этого брака, сына Эйрела Александра и дочерей Елену, Наталию, Элизабет и Таури, а также пасынка, сына жены от первого брака, Николая Форсуассона.

## Семейство Форкосиганов
Семейство Форкосиганов — Семья главного героя научно-фантастического цикла «Сага о Форкосиганах» Лоис МакМастер Буджолд.

### Пётр Форкосиган
Форко́сиган, Пётр Пьер (англ. Piotr Pierre Vorkosigan, в русском печатном издании Петер), 9 граф Форкосиган, генерал — отец Эйрела Форкосигана, дед Майлза Форкосигана. Национальный герой Барраяра.
В молодости был одним из организаторов и руководителей партизанской войны с цетагандийскими оккупантами. В двадцатилетнем возрасте он получил от императора генеральское звание, «поскольку это было всё, что Дорка ему в то время мог дать». Пытаясь ослабить партизанское движение, цетагандийцы уничтожили ядерным взрывом столицу округа Форкосиганов город Форкосиган-Вашной.
Во время войны Пётр Форкосиган женился на принцессе Оливии Форбарра, старшей дочери принца Ксава, родившей ему двоих сыновей и дочь. Во время правления безумного императора Юрия семья Форкосиганов подверглась преследованию, жена, старший сын и дочь графа были убиты из-за их близости к трону. Таким образом, в живых остался единственный сын Эйрел. Пётр Форкосиган начал вооруженный мятеж и привлек к нему принца Эзара, в результате чего Юрий Безумный был отстранён от власти и убит, а Эзар взошел на трон.
В годы правления Эзара граф Форкосиган был одним из наиболее высокопоставленных и влиятельных сановников Барраярской империи, в частности, одно время занимая пост командующего сухопутных войск.
Пётр Форкосиган скончался в возрасте 92 лет. Как отмечал он сам за день до смерти, он стал первым из графов Форкосиганов, скончавшимся в своей постели.

Похоронен на фамильном кладбище в поместье Форкосиган-Сюрло.

### Эйрел Форкосиган
Форко́сиган, Э́йрел (англ. Aral Vorkosigan, в русском печатном издании — Эйрел Форкосиган, в отдельных любительских переводах — Арал Форкосиган), 10 граф Форкосиган, адмирал (также известен как Мясник Комарры) — один из центральных персонажей научно-фантастического цикла, отец Майлза Форкосигана.
Возглавил барраярское завоевание Комарры. Императорский регент при малолетнем императоре Грегоре, впоследствии премьер-министр Барраяра, вице-король Зергияра. Если принимать во внимание женскую линию наследования, Эйрел Форкосиган имел больше прав на барраярский престол, чем император Эзар. Сам он всегда категорически сопротивлялся попыткам навязать ему корону.

#### Детство и юность
Эйрел Форкосиган был младшим сыном графа Петра Форкосигана и принцессы Оливии, старшей дочери принца Ксава. Во время террористического правления императора Юрия Безумного мать, старшие брат и сестра Эйрела были убиты, поскольку были слишком близки к трону. Когда Юрий в результате заговора Эзара Форбарра и Петра Форкосигана был свергнут, именно 13-летний Эйрел убил бывшего императора. Поскольку Эйрел остался единственным живым сыном графа Форкосигана, он стал его наследником, лордом Форкосиганом.
Как и полагается фор-лорду, окончил Имперскую военную Академию и посвятил себя военной службе.
Первый брак Эйрела не был счастливым. Его жена (из рода графов Форрутьеров) не была ему верна. Эйрел убил на дуэли её любовников, но по счастливой случайности избежал обвинений в нарушении закона. Вскоре после этого его жена покончила жизнь самоубийством; Эйрел всегда подозревал, что к её смерти причастен его отец. По некоторым косвенным сведениям, после смерти жены Эйрел Форкосиган некоторое время состоял в гомосексуальной любовной связи с кузеном Джессом Форратьером, однако они расстались врагами.

#### Военная служба
Военная карьера молодого Эйрела Форкосигана была весьма успешной. В 28 лет он получил командование военным кораблем, потом был переведен на службу в Оперативный отдел Генштаба. В возрасте 36 лет он стал самым молодым адмиралом в истории Барраяра. Он возглавил барраярский флот вторжения на Комарру и одержал блестящую практически бескровную победу. Победа оказалась омрачена Солстисской бойней, которое породило комаррское Сопротивление и наградило главнокомандующего Форкосигана клеймом военного преступника и прозвищем «Мясник Комарра». Форкосиган всегда утверждал, что преступный приказ был отдан его политофицером без его ведома. Так как за это преступление политофицер был убит лично Форкосиганом, никаких доказательств ни вины Эйрела, ни его невиновности никогда не существовало.
За убийство политофицера адмирал Форкосиган был разжалован в капитаны. Некоторое время он служил на военной базе на арктическом острове Кайрил, затем был капитаном корабля «Генерал Форкрафт». Во время высадки на новооткрытую планету Зергияр с целью обустройства военной базы команда корабля столкнулась с экспедицией Бетанского Астроэкспедиционного Корпуса, открывшего планету чуть позже барраярцев; в ходе столкновения часть членов бетанской экспедиции была убита, капитан Форкосиган брошен на месте стычки вместе с командором Астрокорпуса Корделией Нейсмит по приказу политофицера. Форкосиган сумел вернуться на корабль, вернул себе командование и подавил мятеж при помощи Корделии Нейсмит, которая в результате инцидента сбежала.
Через несколько месяцев лорд Форкосиган, повышенный в звании до коммодора, принял участие в военной кампании против Эскобара. В действительности он был ключевой фигурой заговора императора Эзара против его собственного сына кронпринца Зерга, направленного на уничтожение верхушки реакционной военщины якобы по естественным причинам в ходе военных действий. После разгрома барраярского флота у Эскобара и гибели командующих Форкосиган возглавил отступление, проведя его с минимальными потерями. По возвращении на Барраяр Эйрел Форкосиган вновь получил звание адмирала и подал в отставку.
Военные труды адмирала Форкосигана (в частности, т. н. «Комаррский доклад») считаются классикой и используются в качестве учебного пособия в барраярских и инопланетных военных школах.

#### Политическая карьера
После эскобарской кампании последовал период депрессии и алкоголизма, длившийся несколько месяцев, конец которому положило появление Корделии Нейсмит, бежавшей с Колонии Бета. Эйрел Форкосиган женился на ней, а вскоре, после смерти старого императора Эзара, был назначен императорским регентом при его внуке — малолетнем императоре Грегоре.
Регентство не было простым. Через несколько месяцев лорд Форкосиган и его жена стали жертвами теракта (отравления гранатой с боевым газом солтоксином), в результате которого серьёзно пострадал их ещё неродившийся сын Майлз. Вскоре после этого произошёл переворот Фордариана, пытавшегося обосновать свои права на престол и принудившего мать Грегора (принцессу Карин) к заключению брака с ним, убедив Карин, что её сын мертв. Эйрел Форкосиган возглавил войска, верные законному императору, и добился победы в длившемся несколько месяцев противостоянии. Так как принцесса Карин погибла, Эйрел Форкосиган был назначен также опекуном Грегора.
Одним из заметных событий раннего периода регентства стало успешно подавленное Комаррское восстание.
После достижения Грегором совершеннолетия Эйрел Форкосиган стал премьер-министром. В этот же период после смерти отца он стал графом Форкосиганом. Он возглавлял правительство в течение многих лет, пока не был вынужден подать в отставку после сердечного приступа. После выздоровления император Грегор назначил графа Форкосигана вице-королём Зергияра.
Умер на Зергияре от аневризмы сосуда головного мозга.

#### Характеристика политического курса
В течение всего периода регентства и руководства правительством Эйрел Форкосиган проводил умеренно либеральную политику, будучи неформальным вождём партии прогрессистов. Основой этой политики было постепенное, не разрушающее основные общественные институты, внедрение галактических стандартов в технологической и экономической сферах, повышение уровня благосостояния населения, расширение возможностей для наиболее бесправных подданных Империи (простолюдины, комаррцы), искоренение наиболее дремучих предрассудков (против мутантов, инопланетников и т. п.), интеграция Комарры и освоение Зергияра. В то же время Форкосиган противодействовал попыткам более радикальных политических преобразований, считая их несвоевременными. Во внешней политике основными направлениями были противодействие цетагандийской экспансии, заключение транзитных, экономических и военных союзов с ближайшими соседями (Пол, Верван), исправление неблагоприятного имиджа варварской, сверхмилитаризованной державы.

### Корделия Нейсмит
Корде́лия Не́йсмит-Форко́сиган (англ. Cordelia Naismith), графиня Форкосиган, вице-королева Зергияра — один из центральных персонажей, мать Майлза Форкосигана, супруга Эйрела.
Корделия Нейсмит родилась в 2838 г. на Колонии Бета. Второй ребёнок в семье. Её мать, Элизабет Нейсмит, магистр естественных наук, биоинженер университетской клиники Силика, работает в области усовершенствования технологии маточного репликатора. Отец, Майлз Марк Нейсмит, служащий Бетанского астроэкспедиционного корпуса, погиб при взрыве планетарного катера.
Корделия Нейсмит служила командором Бетанского астроэкспедиционного корпуса, капитаном исследовательского корабля. Возглавляя экспедицию на новооткрытую планету, была взята в плен барраярскими военными, открывшими планету несколько ранее. Благодаря содействию капитана Форкосигана бежала из плена.
Завершила службу в АЭК в чине капитана и командующего экспедиционного корабля.
Позже принимала участие в поставках новейших вооружений на Эскобар, блокированный барраярским флотом, снова попала в плен к барраярцам. По всеобщему, хотя и неверному, убеждению, именно она убила барраярского адмирала Джесса Форратьера при попытке изнасилования. Через несколько месяцев после завершения боевых действий была освобождена из лагеря для военнопленных и вернулась на Колонию Бета.
Корделия Нейсмит была встречена дома как национальная героиня, и бетанские власти попытались заставить её принять участие в антибарраярской пропагандистской кампании. После отказа Корделии последовала угроза психиатрического вмешательства, и Корделия бежала на Барраяр.

#### Барраяр
На Барраяре Корделия Нейсмит вышла замуж за адмирала Форкосигана. Во время беременности она стала жертвой террористического акта. Зародыш, с сильно повреждённой костной тканью, был перенесён в маточный репликатор.
Во время переворота Фордариана Корделия вместе со свёкром генералом Форкосиганом и 5-летним императором Грегором скрывалась в горах. Во время вылазки в столицу захватила узурпатора Фордариана и лично его обезглавила, доставив голову в ставку мужа.
После рождения калеки-сына занималась его воспитанием, а также воспитанием осиротевшего императора Грегора, являясь для него опекуном и приёмной матерью. До совершеннолетия Грегора официально носила титул консорта Лорда-Регента.
Хотя графиня Форкосиган в бытность её мужа главой государства или правительства никогда не занимала государственных постов, она всегда имела большое влияние на политическую жизнь Барраяра, так как обладала авторитетом в правящей группировке и оказывала серьёзное моральное влияние на своего мужа — императорского регента, впоследствии премьер-министра, и молодого императора. Как графиня Форкосиган внесла большую роль в социальное развитие Округа, назначая из собственных средств стипендии на обучение молодежи.
Некоторое время спустя после выхода графа Форкосигана в отставку с поста премьер-министра по состоянию здоровья император предложил ему пост вице-короля Зергияра, а Корделии — должность вице-королевы (статус независимых и равных соправителей колонии). Таким образом, это первый задокументированный случай, когда женщина, по барраярским законам не имеющая права приносить должностную присягу, занимает высокий государственный пост.

### Марк Форкосиган
Форко́сиган, Марк Пьер (англ. Mark Vorkosigan) — клон-брат Майлза Форкосигана.
Марк Форкосиган появился на свет на Архипелаге Джексона в ходе антибарраярского заговора группы комаррских революционеров во главе с бывшим олигархом Галеном. Заговорщики похитили генетические образцы Майлза и передали их в джексонианский Дом Бхарапутра, где и был создан клон. Целью заговора было внедрение агента на место Майлза и организация убийств среди барраярской верхушки; в обстановке возникшего хаоса Гален рассчитывал добиться восстановления независимости Комарраы. Поскольку клон должен был быть неотличим от своего оригинала, а Майлз был искалечен от рождения, клона подвергали различным калечащим операциям (искривление позвоночника, ограничение роста и т. п.).
Когда клон достиг 14 лет, Гален забрал его с Джексона и сам занялся его обучением. Гален готовил клона занять место Майлза, поэтому он изучал окружение оригинала и получил сходное образование. В то же время психическая неуравновешенность Галена заставляла его всё время помнить, что клон — тоже Форкосиган; клон регулярно подвергался избиениям; был и случай сексуального насилия.
Когда клону исполнилось 18, Гален, перехватив Майлза на Земле, попытался привести план в исполнение. Заговор провалился, клон убил Галена и скрылся. При встрече на Земле Майлз сообщил клону его барраярское имя — Марк Пьер, и назвал его братом.
Через несколько лет Марк, выдав себя за Майлза, осуществил силами Дендарийского флота налёт на ясли клонов Бхарапутры с целью спасения жизней клонов; налёт оказался относительно успешным только благодаря вмешательству настоящего Нейсмита. Майлз Форкосиган был при этом тяжело ранен, фактически убит, а криокамера с его телом потеряна. В поисках Майлза Марк был схвачен бароном Риовалем, ведущим вендетту против адмирала Нейсмита. В плену Марк подвергался пыткам, которые вызвали у него расщепление личности. Во время одного из допросов Марк убил Риоваля и сумел освободиться.
Во время описанных событий впервые приехал на Барраяр и был признан семьей Форкосиганов в качестве сына и младшего лорда Дома. После воссоединения с семьей отправился на Колонию Бета, чтобы пройти курс бетанской психотерапии в связи с посттравматическим синдромом и получить экономическое образование. Будучи талантливым финансистом, приобрёл довольно крупный по барраярским меркам капитал, который вкладывает в биологические исследования и сельскохозяйственные предприятия. Основатель «Марк Форкосиган Энтерпрайзес»; акционер «Группы Дюрона» с правом решающего голоса и контрольным пакетом акций.

### Екатерина Форсуассон
Екатери́на На́йла Форве́йн-Форсуассо́н-Форко́сиган (англ. Ekaterin Vorsoisson, в русском печатном издании Катриона), леди Форкосиган — супруга Майлза Форкосигана.
Екатерина Форвейн родилась на Южном континенте Барраяра в семье небогатого провинциального фора Александра Форвейна. Вышла замуж за администратора Этьена Форсуассона (англ. Etienne Vorsoisson), в браке с которым родила сына Николая (англ. Nikolai).
Племянница Имперского Аудитора профессора Фортица.
Проживая на Комарре, имела непосредственное отношение к расследованию аварии на солнечном отражателе; во время этого расследования познакомилась с лордом Форкосиганом. После смерти мужа находилась в течение суток или более заложницей у террористов, затем вернулась с сыном на Барраяр, где проживала в Форбарр-Султане в доме своего дяди, профессора Фортица. Через несколько месяцев вышла замуж за Майлза. Способствовала разрешению конфликта в Пространстве квадди, в результате чего получила «Патент Небесного дома» Цетаганды.
Увлекается садоводством, имеет незаурядные способности дизайнера.

## Семейство Куделка
Куде́лка, семейство (англ. Koudelka) — формально не принадлежа к высшему свету ни по происхождению, ни по богатству, тем не менее занимают довольно высокое общественное положение благодаря дружеским личным связям с императором Грегором и семейством Форкосиганов.

### Клемент Куделка
Куде́лка, Кле́мент (англ. Clement Koudelka), коммодор. Предпочитает прозвище Ку. Родился в семье бакалейщика, но получил образование в столичной Имперской академии. В звании мичмана служил на корабле «Генерал Форкрафт» под началом Эйрела Форкосигана во время экспедиции на новооткрытую планету. Во время мятежа политофицера Раднова Куделка, выступив на стороне капитана, был тяжело ранен из нейробластера и утратил подвижность рук и ног. После возвращения на Барраяр долго лечился в Императорском госпитале; ему были пересажены искусственные нервы. Поскольку для Барраяра такая операция была внове, результат операции оказался не на должном уровне; подвижность и координация никогда не восстановились полностью, и Куделке всю жизнь пришлось ходить с тростью.
Эйрел Форкосиган после назначения на должность лорда-регента пригласил Куделку на место своего личного секретаря, одновременно присвоив ему звание лейтенанта. Во время переворота Фордариана Куделка сопровождал Форкосигана, за исключением вылазки в Форбарр-Султану, в которой он принял участие вместе с леди Форкосиган, сержантом Ботари и Людмилой Друшнаковой; вскоре после переворота женился на Людмиле.
Продолжает службу в Генеральном штабе в звании коммодора. Проживает с семьёй в Форбарр-Султане.

### Людмила Друшнакова
Друшнако́ва, Людми́ла (англ. Ludmilla Droushnakovi, в печатном издании Люймилла Друшикко), супруга Клемента Куделки. Предпочитает прозвище Дру. Дочь сержанта барраярской армии, имеет трёх братьев. В школе была чемпионкой Барраяра по дзюдо среди женщин. Служила телохранительницей принцессы Карин и её сына принца Грегора, затем была переведена к супруге лорда-регента Корделии Форкосиган. После ликвидации переворота Фордариана вернулась в охрану императора Грегора, который был к ней очень привязан. Спустя 4 года вышла в отставку с поста телохранительницы в связи с рождением дочери, однако сохраняет превосходную физическую форму и даже преподает на курсах боевых искусств для министерских служащих.

### Сёстры Куделка
Ку и Дру имеют четырёх дочерей, что весьма необычно, так как на Барраяре после того, как стало возможно выбирать пол ребёнка, имеется явный перекос в сторону мальчиков. Две старшие дочери были рождены естественным способом, две младшие — выношены в маточном репликаторе.
Иногда их в шутку называют «спецотрядом блондинок коммодора Куделки», так как все сёстры имеют превосходную физическую подготовку.
- Де́лия (англ. Delia) — старшая и самая серьёзная из сестёр. Вышла замуж за Дува Галени.
- Оли́вия (англ. Olivia) спасла графа Доно Форратьера от покушения на его мужскую сущность; вскоре вышла за него замуж.
- Ма́рсия (англ. Martya) вместе с младшей сестрой, лордом Марком, доктором Энрике Боргосом, леди Екатериной Форкосиган и кухаркой матушкой Кости является акционером предприятия по разведению масляных жуков.
- Кари́н (англ. Kareen) — младшая из сестёр, студентка. Прошла годичный неспециализированный курс бетанского колледжа, далее изучает на Колонии Бета психологию. Один из акционеров «Марк Форкосиган Энтерпрайзис». Официально не замужем, состоит с Марком Форкосиганом в постоянных близких отношениях, называемых ею термином «опцион».